# OU812
OU812 osmi je album američkog hard rock sastava Van Halen, objavljen u svibnju 1988. godine. Naziv albuma je navodno odgovor na David Lee Rothov album Eat'em And Smile gdje se na naslovnici pojavljuje jocker (OU812 - "Oh, you ate one too?").

## Popis pjesama
Sve pjesme su napisali članovi sastava (osim koje su naznačene)
1. "Mine All Mine" – 5:11
2. "When It's Love" – 5:36
3. "A.F.U. (Naturally Wired)" – 4:28
4. "Cabo Wabo" – 5:48
5. "Source of Infection" – 3:58
6. "Feels So Good" – 4:27
7. "Finish What Ya Started" – 4:20
8. "Black and Blue" – 5:24
9. "Sucker in a 3 Piece" – 5:52
10. "A Apolitical Blues" (Lowell George) – 3:50

## Osoblje
- Sammy Hagar - vokal, gitara
- Eddie Van Halen - gitara, klavijature
- Michael Anthony - bas-gitara
- Alex Van Halen - bubnjevi, udaraljke

Ostalo osoblje
- Producent: Van Halen, Donn Landee
- Aranžer: Donn Landee
- Asistent aranžera: Ken Deane
- Mastering: Bobby Hata
- Direktor dizajna: Jeri Heiden, Maura P. McLaughlin
- Fotografija: Eika Aoshima, Stuart Watson

## Singlovi
Billboard (Sjeverna Amerika)
| Godina | Singl                    | Top lista              | Mjesto |
| ------ | ------------------------ | ---------------------- | ------ |
| 1988   | "Black and Blue"         | Mainstream Rock Tracks | 1      |
| 1988   | "Black and Blue"         | The Billboard Hot 100  | 37     |
| 1988   | "Cabo Wabo"              | Mainstream Rock Tracks | 31     |
| 1988   | "Feels So Good"          | Mainstream Rock Tracks | 6      |
| 1988   | "Finish What Ya Started" | Mainstream Rock Tracks | 2      |
| 1988   | "Finish What Ya Started" | The Billboard Hot 100  | 13     |
| 1988   | "When It's Love"         | Mainstream Rock Tracks | 1      |
| 1988   | "When It's Love"         | The Billboard Hot 100  | 5      |
| 1989   | "Feels So Good"          | The Billboard Hot 100  | 35     |

## Vanjske poveznice
Video skladbe "When It's Love"